# Matra (Haute-Corse)
Matra település Franciaországban, Haute-Corse megyében. Lakosainak száma 52 fő (2022. január 1.). Matra Moïta, Perelli, Pianello és Zalana községekkel határos.

## Népesség
A település népességének változása:
| Lakosok száma | 62   | 73   | 63   | 49   | 40   | 40   | 44   | 47   | 49   | 52   |
|               | 1968 | 1982 | 1990 | 2006 | 2013 | 2015 | 2017 | 2019 | 2020 | 2022 |